# London Chronicle
Le London Chronicle est un ancien journal familial de l'époque georgienne créé en 1757 et imprimé à Londres. Il paraissait trois fois par semaine et contenait des nouvelles nationales et internationales, ainsi qu'une couverture des évènements artistiques, littéraires et théâtraux de la capitale.

## Description
Un exemplaire typique était composé de 8 pages au format in-quarto. La majorité des articles étaient copiés de rapports officiels du gouvernement, issus de la London Gazette. Copier les autres journaux était alors répandu, et beaucoup des rapports prenaient la forme de lettres venant de gentlemen.
Intitulé à l'origine The London Chronicle: or, Universal Evening Post, il paraît tout d'abord de 1757 à juin 1765. Il change alors de nom pour The London Chronicle, et publie 113 volumes du 2 juillet 1765 au 23 avril 1823. Il est ensuite absorbé par le Commercial chronicle et continue de paraître sous son nom d'origine (London chronicle: or, Universal evening post). En 1823, il est racheté par le London Packet.
Ce journal est le premier à publier la Déclaration d'indépendance des États-Unis en Europe. Le texte complet de la déclaration parait sur l'édition du 15 au 17 août 1776, mais n'est pas du tout commenté.